# NGC 6207
NGC 6207是位於武仙座的一個螺旋星系，在星系形態分類方案中被指定為 SA(s)c，由威廉·赫歇爾於1787年5月16日發現。
NGC 6207距離地球約3,000萬光年，位於球狀星團梅西耶13附近。

## 外部連結
- 维基共享资源上的相關多媒體資源：NGC 6207